# La Complainte du progrès
La Complainte du progrès (Les Arts ménagers) est une chanson de Boris Vian (pour les paroles) et d'Alain Goraguer (pour la musique), déposée à la Sacem le 10 janvier 1955.

## La chanson

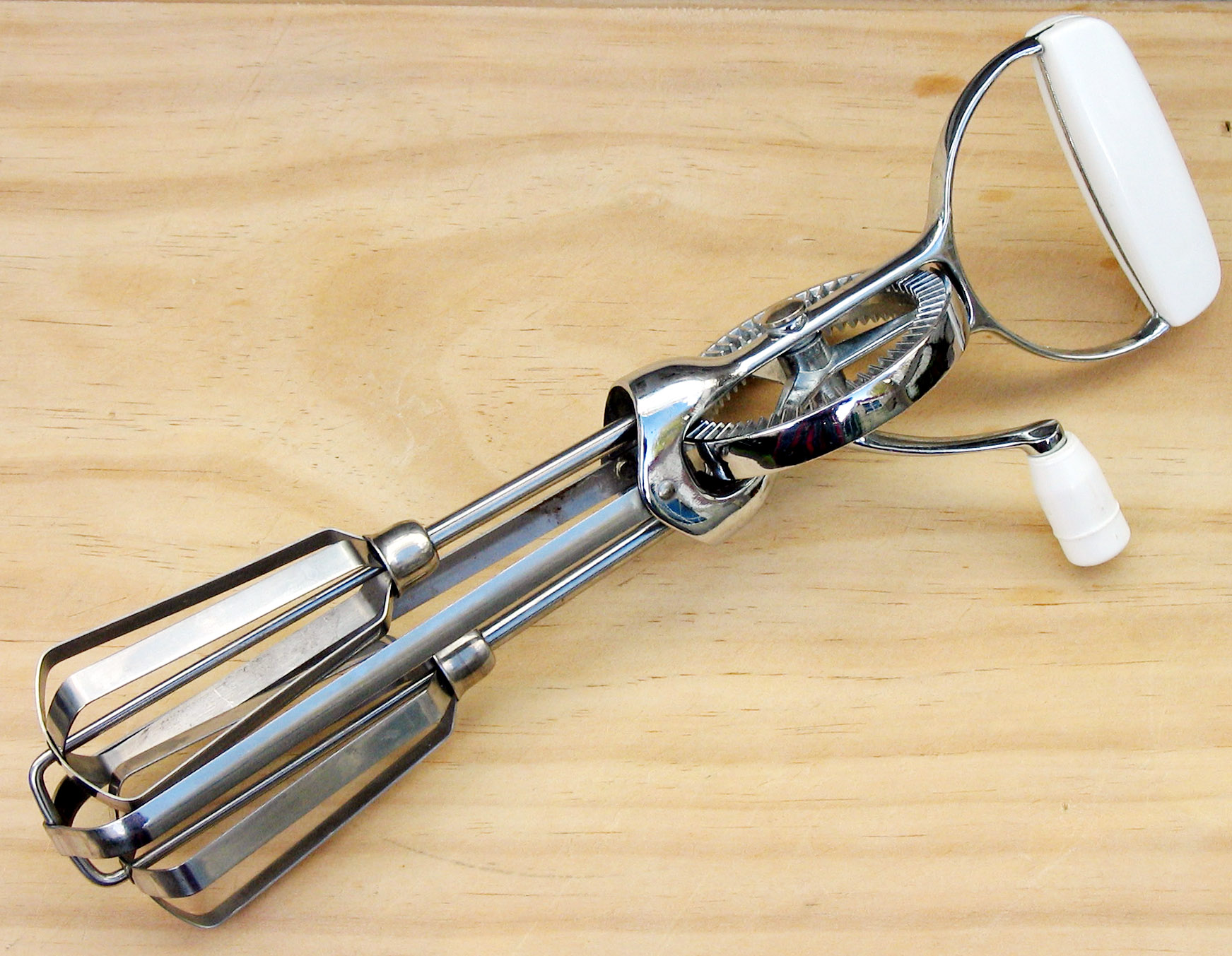
Le batteur à manivelle nommé « tourniquette » par Boris Vian

La Complainte du progrès est célèbre notamment pour ses énumérations de biens de consommation fantaisistes, avec des jeux de langage et des inventions comme : « Mon armoire à cuillères, mon cire-godasses, mon repasse-limaces, mon tabouret à glace, et mon chasse-filou, la tourniquette à faire la vinaigrette, le ratatine-ordures, et le coupe-friture », « l'efface-poussière, le lit qu'est toujours fait, le chauffe-savates, le canon à patates, l'éventre-tomate, l'écorche-poulet ». La chanson est une critique satirique de la société de consommation qui commence alors à se développer en France. Une attitude chaudement saluée par l'équipe d'Arts au moment du Salon des arts ménagers organisé du 23 février au 18 mars 1956.
La chanson est utilisée par le service de promotion de Philips qui envoie Boris Vian assurer la publicité de son disque au Salon des arts ménagers.
Elle condamne l'importance des objets par rapport à celle des individus.[réf. à confirmer]
Boris Vian y déplore le matérialisme d'une compagne qui, en guise de témoignage d'affection, réclame des objets. Alors qu'« Autrefois pour faire sa cour, On parlait d'amour, Pour mieux prouver son ardeur, On offrait son cœur... Ah Gudule, viens m'embrasser, et je te donnerai... » (suit l'énumération d'objets fantaisistes).

## L'enregistrement
Le vendredi 22 avril 1955 à 14 heures, Boris Vian est dans les studios des disques Philips qui sont installés sur la scène même de l'ancien théâtre de l'Apollo.
Jimmy Walter qui a écrit les arrangements des huit chansons à enregistrer est au piano (cédant parfois son tabouret à Alain Goraguer) et dirige la formation musicale qui semble être composée de Bernard Hulin à la trompette, Benny Vasseur au trombone, Pierre Gossez aux saxophones et à la clarinette, Roger Paraboschi à la batterie, Didier Bolan à la contrebasse, Léo Petit et Victor Apicella aux guitares ; le hautbois et le basson sont tenus par des musiciens venus de l'Opéra ou de la Gendarmerie Nationale et on n'a aucune idée sur l'identité du second sax et du percussionniste. Pierre Fantosme, l'ingénieur du son, est aux commandes de son unique magnétophone.
Jusqu'à 17 heures, on enregistre quatre titres dont le troisième est La Complainte du progrès qui ne nécessite que deux prises.

## Discographie
C'est probablement fin 1955 ou début 1956 que sont mis en vente les deux 45 tours intitulés Chansons impossibles (Boris Vian N° 1) et Chansons possibles (Boris Vian N° 2), ce dernier ayant pour piste 1 de la face A La Complainte du progrès (Les Arts ménagers) par Boris Vian avec Jimmy Walter et son ensemble. Sur la pochette, un portrait photo de Vian signé Michel Cot.
Le 33 tours 25 cm 10 titres de Boris Vian intitulé Chansons « possibles » et « impossibles » ayant pour piste 3 de la face B cet enregistrement au titre légèrement modifié Complainte du progrès « Les Arts ménagers » a dû sortir peu de temps après ces deux 45 tours. Au verso de la pochette figure le texte manuscrit de la fameuse introduction que Georges Brassens avait écrit pour l'occasion.
Chacun de ces disques a dû être tiré à 500 exemplaires.
En raison du scandale créé autour du Déserteur, de son interdiction sur les radios et des pressions exercées, Philips ne procède à aucun retirage de ces disques qui deviennent vite introuvables. Depuis 1960, des copies pirates du 25 cm de Vian circulent sous le manteau, jusqu'à ce qu'environ deux ou trois ans après (selon des sources différentes ; les dates de parution des disques vinyles étant souvent incertains) Philips ne sorte le 33 tours 30 cm ayant pour titre sur ses étiquettes (la pochette ne mentionnant que le nom de Boris Vian et les titres des chansons) “Chansons possibles, ou impossibles…” qui contient les dix titres de son 25 cm ainsi que quatre autres par Magali Noël, Philippe Clay et l'orchestre d'André Popp. Sur la pochette, un portrait couleur de Boris Vian et de sa Brasier. Ce disque-ci est réédité depuis maintes fois (ex. : celui-ci de 1965), en France comme ailleurs (en Allemagne et au Canada).

## Reprises et influence
Outre Boris Vian, la chanson a été interprétée par :
- Mouloudji (1976)
- Bernard Lavilliers (1982)
- Luís Madureira (1993)
- Gérard Rinaldi (1996) pour le générique de l'émission de télévision Parole d'expert.
- Letícia Coura (2001 (en portugais))[8]
- Chanson plus bifluorée (2001, 2002 (en public))

Clarika a repris une partie de l'air de La Complainte du progrès et parodié les paroles dans sa chanson Emilio, sur son premier album, J'attendrai pas cent ans (1993).
Elle est citée dans Nager avec les piranhas, essai de Michel Onfray paru en novembre 2017 (cf. page 58).

## Autres complaintes
Parmi les chansons de Boris Vian on trouve quatre autres complaintes :
- Complainte de Bonnot enregistrée sur la musique de Louis Bessières par Judith Magre en 1975 et par les Garçons (ex-Garçons de la rue) en 1985 et faisant partie des chansons de La Bande à Bonnot (pièce de théâtre d'Henri-François Rey)  écrites en 1954
- Complainte d'Alphonse écrite entre 1954 et 1959, postérieurement mise en musique par Yves Gilbert et enregistrée par Philippe Clay en 1971 sous le titre Complainte du priapisme
- La Complainte de Mackie, une adaptation (écrite en 1956 et enregistrée par Catherine Sauvage en 1965) de Die Moritat von Mackie Messer par Bertolt Brecht sur la musique de Kurt Weil faisant partie de l'Opéra de quat'sous
- Con-plainte des con-tribuables (ayant deux sous-titres : Les chants désespérés sont etc. et Machin) écrite en 1956 sans musique et enregistrée seulement en 1994 par « Sue et les Salamandres » sur leur propre musique.

Se reporter aussi à la Casserole-sérénade (musique de Jean Ledrut) et à la Cantate des boîtes (musique d'Alain Goraguer), les deux étroitement liées aux « arts ménagers ».